# Jipmoktjärnen (Sorsele socken, Lappland, 729736-155284)
Jipmoktjärnen är en sjö i Sorsele kommun i Lappland och ingår i Umeälvens huvudavrinningsområde.